# Cantone della Posavina
Il Cantone della Posavina (Posavski Kanton in bosniaco, Posavska Županija in croato e Посавски Кантон in serbo) è un cantone della Federazione di Bosnia ed Erzegovina con 39 585 abitanti (dato 2011)
È il cantone più piccolo, con un'area di soli 325 km² (solo il 50% più grande del vicino Distretto di Brčko) popolato da 43 588 abitanti (2003), in maggioranza di etnia croata.
Il capoluogo è Orašje (3 400 abitanti nel centro comunale).

## Geografia antropica

### Suddivisioni amministrative
Il cantone è diviso in tre comuni
- Domaljevac-Šamac
- Odžak
- Orašje.

## Geografia fisica
Il cantone è situato sul confine con la Croazia, che coincide con il fiume Sava. Infatti il termine Posavina indica in tutte le lingue slave le zone toccate da questo fiume. Per distinguere questo cantone da quello croato confinante (Regione di Brod e della Posavina) ci si riferisce spesso come bosanska Posavina (posavina bosniaca).
Il cantone comprende due zone non contigue: a occidente il comune di Odžak, a oriente i comuni di Domaljevac-Šamac e di Orašje.